# Davorin Kempf
Davorin Kempf (* 21. August 1947 in Virje; † 14. Januar 2022 in Zagreb) war ein jugoslawischer bzw. kroatischer Komponist, Pianist und Musikwissenschaftler. Die Verschmelzung von neuen und traditionellen Musikstilen ist ein zentraler Punkt in seinen Kompositionen. Einige seiner Werke verbinden klassische Besetzungen, wie Orchester oder Chor mit elektroakustischer Musik.

## Leben
Davorin Kempf studierte von 1966 bis 1973 an der Musikakademie in Zagreb und erhielt sein Diplom in Klavier, Dirigieren und Komposition (Stjepan Šulek). Nach einem Aufbaustudium im Fach Komposition an der Hochschule für Musik und Darstellende Kunst Stuttgart bei Milko Kelemen und Erhard Karkoschka ging er 1976 nach Köln. An der Musikhochschule Köln studierte er bei Mauricio Kagel, Joachim Blume und Hans Ulrich Humpert. Seit dieser Zeit beschäftigte er sich intensiv mit der Synthese von Musik und Elektronik. Hier entstand unter anderem das Werk Musik für Klavier und Elektronik (Dies irae, dies illa – Variationen).
Der elektroakustische Teil wurde im Elektronischen Studio der Musikhochschule Köln realisiert.
1990 erhielt Kempf den Master of Arts in Komposition von der Universität von Iowa bei Donald Martin Jenni und Kenneth Gaburo. In dieser Zeit entstand die Komposition Spectrum für großes Orchester und Elektronik. Der elektroakustische Teil wurde im Lewis Studio der Universität Iowa in Iowa City realisiert. In seinen Klavierkompositionen ließ sich Davorin Kempf immer wieder von klassischen Komponisten wie Bach oder Skrjabin inspirieren. Hier ist die im Jahr 2000 entstandene Komposition Prelude and Fugue – Fantasy (Hommage à Bach) und das Klavierstück Homage à Skrjabin (2003) zu erwähnen.
Kempf promovierte im Jahr 2006 bei Albrecht Riethmüller an der Freien Universität Berlin in Philosophie und Geisteswissenschaften. Thema der Dissertation: Symmetrie und Variation als kompositorische Prinzipien. Interdisziplinäre Aspekte. In Kroatien war er über mehrere Jahre künstlerischer Leiter der Orgelabende in Požega. Kempf war der erste Composer in Residence der Zagreber Philharmonie (2012/13 und 2013/14). Er war ein Lebenszeitmitglied und Vertreter (Deputy Governor) der Internationalen Vereinigung des Amerikanischen Biographischen Instituts (American Biographical Institute Research Association).
Ab 2000 war Davorin Kempf ordentlicher Professor an der Musikakademie Zagreb, in der Abteilung für Komposition und Musiktheorie. Er hielt Vorlesungen unter anderem an der Universität von Iowa, Graz und Ljubljana. 2018 wurde er zum Mitglied der Kroatischen Akademie der Wissenschaften und Künste gewählt. Seine Kompositionen werden weltweit auf Konzerten und Musikfestivals aufgeführt.

## Werke
Eine Auswahl der wichtigsten Kompositionen:
| - Introduktion, Passacaglia und Fuge für Orgel und Streichorchester (1969) - Variationen für Kammerorchester (1970) - Sonatine für Klavier (1970) - Requiem für großes Orchester und gemischten Chor (1973) - Kindersuite für Klavier (1975) - Arti mutatae für Klavier (1975) - Musik für Streicher und Cembalo (1975) - Renaissance Musik für gemischten Chor (1977) - Interferenzen für Orgel und Elektronik (1977) - Musik für Klavier und Elektronik (Dies irae, dies illa – Variationen) (1978) - Synthesis für Kammerensemble und Elektronik (1979) - Prolog für großes Orchester und Orgel (1981) - Reminiszenzen für Oboe, Klarinette und Fagott (1982) - Melodie (Hommage a B. Bartók) für Klavier (1983) - Musik für Schachspiel und Tänzer (Multimedia) (1983) - Interactions für Violoncello und Elektronik (1984) - Pyramids – eine elektroakustische Komposition (1984) - Spectrum für großes Orchester und Elektronik (1984–85) - Contrapunctus I für Streichquartett (1986) - Introduktion, Choral und Toccatine für Bläserquintett (1987) - Zvukolik (Klanggestalt / Klanglichkeit) für Klavier (1988) - Fünf Haiku-Lieder für Mezzo-Sopran, und Klavier (1988) - Drei Präludien (1.Moment musical 2.Recuerdo 3.Arabesque) für Klavier (1989) - Freske für großes Orchester und Orgel (1990) - Fantasie für Orgel (1991) | - Fünf Klavierzeichnungen für Kinder (1991) - Pater noster für gemischten Chor „a cappella“ (1992) - Ave Maria für Mezzo-Sopran und Alt solo, Frauenchor und Orgel (1994) - Figura circulorum für 12 Sänger (1994) - Fiat lux eine elektroakustische Komposition (1994) - Vier Jahreszeiten für Frauenchor „a cappella“ (1996) - Mariposa de luz (nach dem Gedicht von J. R. Jiménez) für Klavier (1996) - Reminiszenzen – 12 Präludien für Klavier (1997) - Suite für Orchester (1997) - Farbenkreis für Tonband (DA8) (1997) - Choral und Alleluia für großes Bläserorchester, Schlagzeug und Orgel (1998) - Zovješe zora dan / The Dawn Called the Day für gemischten Chor (1999) - Agnus Dei für Frauenchor „a cappella“ (1999) - Präludium und Fuge – Fantasie (Hommage a J. S. Bach) für Klavier (2000) - Hommage a Skrjabin für Klavier (2003) - Tre sguardi sul duomo di Osor/Three Views of Osor Cathedral für Klavier (2007) - Four Movements for Clarinet and Piano (2007) - Cantate Domino (Hommage a Ivan Lukačić) für gemischten Chor (2007–2008) - Zagreb Concerto No. 5 für Flöte, Violine und Cembalo solo mit Streichensemble (2011) - Svet/Sanctus für gemischten Chor (2011) - Concerto corale für Klavier und großes Orchester (2013) - Symphonischer Satz für Orgel und großes Orchester (2013) - Flächen und Farben für Streichorchester (2014) - Gloria für vier Trompeten und zwei Posaunen (2014) |

## Schriften
- Symmetrie und Variation als kompositorische Prinzipien. Interdisziplinäre Aspekte, Books on Demand, Norderstedt 2010, ISBN 978-3-8391-4957-7
- What is Symmetry in Music ? International Review of the Aesthetics and Sociology of Music, Band 27, Nr. 2 Dez. 1996 (155-165)
- Symmetrie in Wissenschaft und Kunst: Musik-Physik, Arti Musices, 32/1 Zagreb 2001 (92-123) Interview Davorin Kempf und Krunoslav Pisk[6]
- Symmetrie und Variation als kompositorische Prinzipien. Interdisziplinäre Aspekte Dissertation publiziert online von der Freien Universität Berlin.[7]

## Auszeichnungen
- Jahrespreis Josip Slavenski 1986 («Vjesnik», Zagreb)
- Jahrespreis Vladimir Nazor 1986 (Zagreb)
- International Award of Recognition 1991, American Biographical Institute, Raleigh
- Twenty-Five Year Achievement Award 1992, ABI, Raleigh
- Award of Excellence, Kongress Medaille 1996, – 23rd ABI/IBC International Congress on Arts and Communications, San Francisco
- Outstanding Musical Performance, Kongress Medaille 2004, – 30. Anniversary International Congress on Science, Culture and the Arts in 21st Century, Dublin
- Diskographischer Preis Porin in der Kategorie „Die beste Komposition der klassischen Musik“ 2011 (Zagreb)
- Jahrespreis Vladimir Nazor 2012 (Zagreb)
- Preis Boris Papandopulo der Kroatischen Gesellschaft der Komponisten 2014 (Zagreb)